# 小精靈 (電影)
《小魔怪》（英語：Gremlins）是1984年美國的一部喜劇電影，由史蒂芬·史匹柏監製，喬·丹堤執導，華納兄弟公司發行。這部電影得到了尚佳的票房，並拍攝了續集《小精靈2》。
戲中小魔怪被人當為一種寵物，起初在唐人街（Chinatown）的一家小店，主角的爸爸想帶回給美國家的兒子，詢問那是什麼，店中老爺爺的孫子就以不純正的粵語名字回答他叫「魔怪」，老爺爺則告訴他「魔怪」是非賣品任何價錢都不賣。
飼養小魔怪需負很大責任，同時須緊記遵守三項條件：不能見亮光，不能碰水，不能半夜之後餵飼。戲中孩子因意外違背規定，從而觸發連串意外問題。
小魔怪淘氣愛玩，有一定的智商，能說簡單字詞，會學習和唱歌，乖時機靈佻皮，壞時頑皮搗蛋。首集在香港上映後，不單成為當代家庭觀眾的集體回憶，戲名還成了流行俗語，社會至今仍會形容一些「百厭」（淘氣、佻皮、搗蛋）的小朋友為小魔怪。